# Hrabstwo Monongalia
Hrabstwo Monongalia (ang. Monongalia County) – hrabstwo w stanie Wirginia Zachodnia w Stanach Zjednoczonych. Obszar całkowity hrabstwa obejmuje powierzchnię 365,89 mil² (947,65 km²). Według szacunków United States Census Bureau w roku 2010 miało 96 189 mieszkańców.
Hrabstwo powstało w 1776 roku. 

## Miasta
- Blacksville
- Granville
- Morgantown
- Star City
- Westover[4]

## CDP

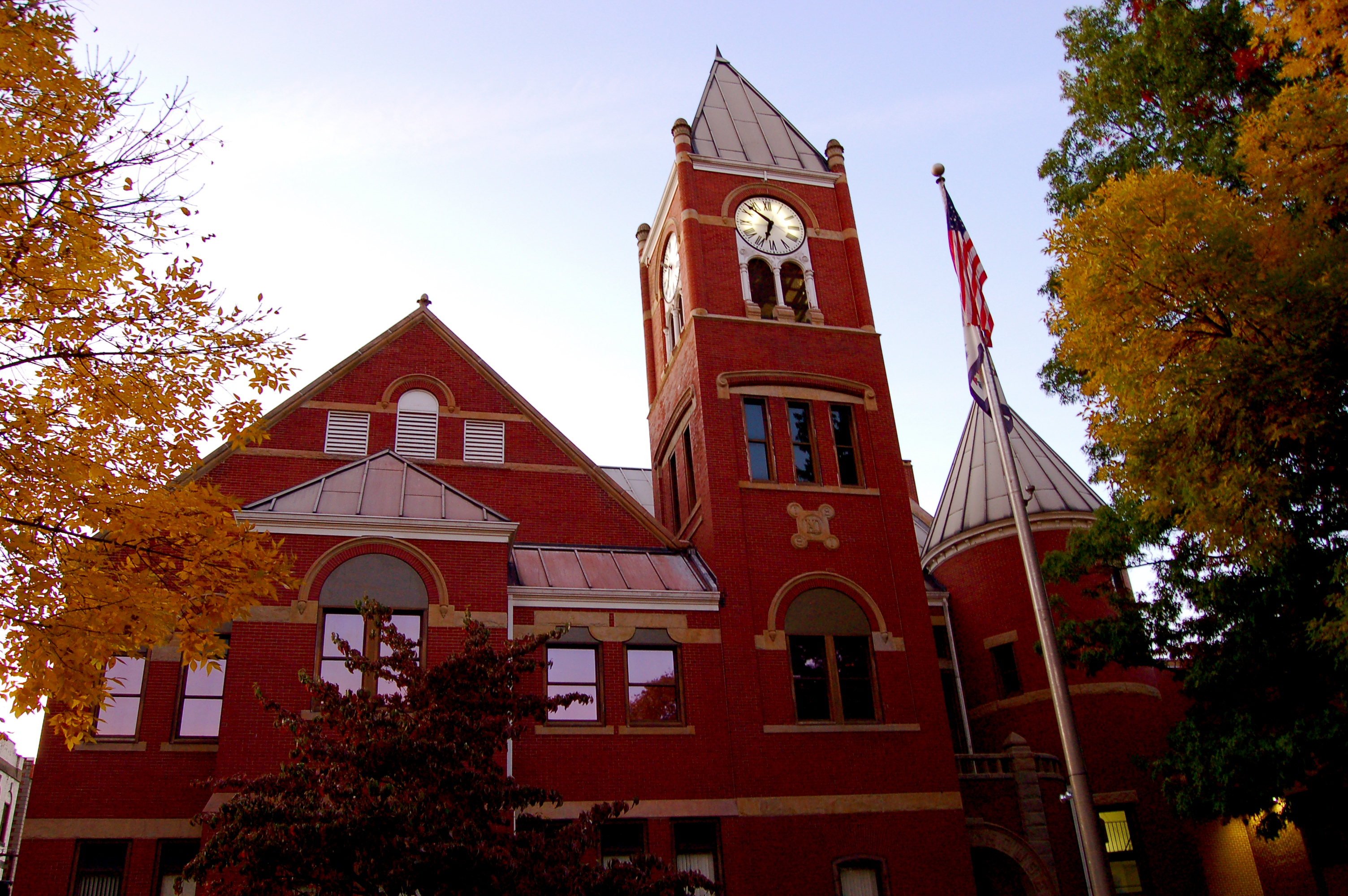
Budynek administracji (courthouse) w Morgantown

- Brookhaven
- Cassville
- Cheat Lake
- Pentress[4]

| Populacja hrabstwa w poprzednich latach | Populacja hrabstwa w poprzednich latach |
| Rok                                     | Liczba ludności                         |
| --------------------------------------- | --------------------------------------- |
| 1980                                    | 75 240                                  |
| 1990                                    | 75 509                                  |
| 2000                                    | 81 866                                  |
| 2010                                    | 96 189                                  |